# Packsjön, Västergötland
Packsjön är en sjö i Töreboda kommun i Västergötland och ingår i Göta älvs huvudavrinningsområde.